# Janosik (serial telewizyjny)
Janosik – polski serial telewizyjny z 1973 w reżyserii Jerzego Passendorfera emitowany w TVP1 od 26 lipca do 18 października 1974, luźno nawiązujący do postaci tatrzańskiego zbójnika Juraja Jánošíka, który żył na przełomie XVII i XVIII w. (w serialu pojawia się kwestia, z której wynika, że główny bohater nie jest legendarnym Janosikiem, a tylko nazywany jest jego imieniem). Ponadto fabuła serialu zawiera wiele elementów humorystycznych.
W 1974 premierę miała wersja kinowa serialu, stworzona z okrojonego materiału serialowego.

## Fabuła
Na Podhalu na początku XIX wieku polski góral Janosik zostaje aresztowany za stanięcie w obronie chłopa batożonego na rozkaz austriackiego hrabiego Horvatha. W lochach poznaje zbójników i razem z nimi organizuje ucieczkę. W ucieczce pomaga im córka Horvatha, Klarysa, której zaimponowała odwaga i siła Janosika. Ponieważ jest banitą, dołącza do ich drużyny, której przewodzi harnaś Jakubek. Janosik widząc, że Jakubek to podły i niesprawiedliwy przywódca, więc stawia mu wyzwanie. Jakub, po przegranej walce, odchodzi ośmieszony, a Janosik zostaje mianowany nowym harnasiem. Pod jego przywództwem zbójnicy regularnie napadają okoliczne dworki szlacheckie i karawany kupieckie, a zdobyte łupy rozdają chłopom.

## Obsada
- Marek Perepeczko – harnaś Janosik, młody góral nazwany imieniem słowackiego zbójnika Juraja Jánošíka
- Ewa Lemańska – Maryna, chłopska dziewczyna, ukochana Janosika
- Bogusz Bilewski – wiceharnaś Walenty „Waluś” Kwiczoł, szwagier Jędrusia Pyzdry, najważniejszy zbój bandy
- Witold Pyrkosz – zbójnik Jędruś Pyzdra, szwagier Walentego Kwiczoła, były hajduk przyjęty do bandy Janosika
- Marian Kociniak – murgrabia
- Mieczysław Czechowicz – hrabia Horvath
- Janusz Bukowski – zbójnik Wróblik, młody góral przyjęty razem z Jędrusiem Pyzdrą
- Anna Dymna – hrabianka Klarysa Horvath
- Jerzy Cnota – zbójnik Gąsior
- Ewa Wiśniewska – księżniczka Izabela „Belunia” Horvath, bratanica hrabiego Horvatha
- Janusz Kłosiński – zbójnik Kuśmider, najstarszy członek bandy Janosika
- Marian Łącz – zbójnik Słowak, zbójnik bandy Janosika pochodzący ze Słowacji
- Marek Nowakowski – zbójnik Klimek
- Jerzy Trela – zbójnik Bacuś
- Wiktor Sadecki – stary harnaś Jakubek
- Tadeusz Somogi – hajduk
- Wacław Kowalski – góral Bruzda
- Bolesław Płotnicki – góral Józek
- Sylwester Przedwojewski – góral Kula
- Antonina Barczewska – matka Maryny
- Wiesława Kwaśniewska – góralka
- Anna Jaraczówna – stara góralka Skoblikowa
- Szymon Szurmiej – Jankiel, właściciel karczmy
- Ewa Ciepiela – księżniczka Ewelina
- Tadeusz Kaźmierski – książę Haufenberg, stryj Eweliny
- Czesław Jaroszyński – harnaś Bardos
- Jerzy Turek – Grzegorz, lokaj hrabiego Horvatha
- Ludwik Benoit – Gąsienica, przybrany ojciec Janosika
- Cezary Julski – kapitan austriacki oraz kat
- August Kowalczyk – generał austriacki
- Ewa Szykulska – panna młoda
- Krzysztof Kalczyński – pan młody
- Zygmunt Kęstowicz – ojciec panny młodej
- Andrzej Krasicki – miecznik ze Zbyszyc
- Wojciech Zagórski – góral współpracujący z hajdukami
- Ewa Wawrzoń – Wojtusiowa
- Teodor Gendera – szlachcic
- Mieczysław Waśkowski – nadzorca zamkowych lochów
- Bernard Michalski – słowacki dziedzic
- Paweł Unrug – Wrona
- Stefan Szramel – słowacki hajduk
- Ewa Ziętek – wiejska dziewczyna porwana na zamek

## Lista odcinków
1. „Pierwsze nauki” (26 lipca 1974)

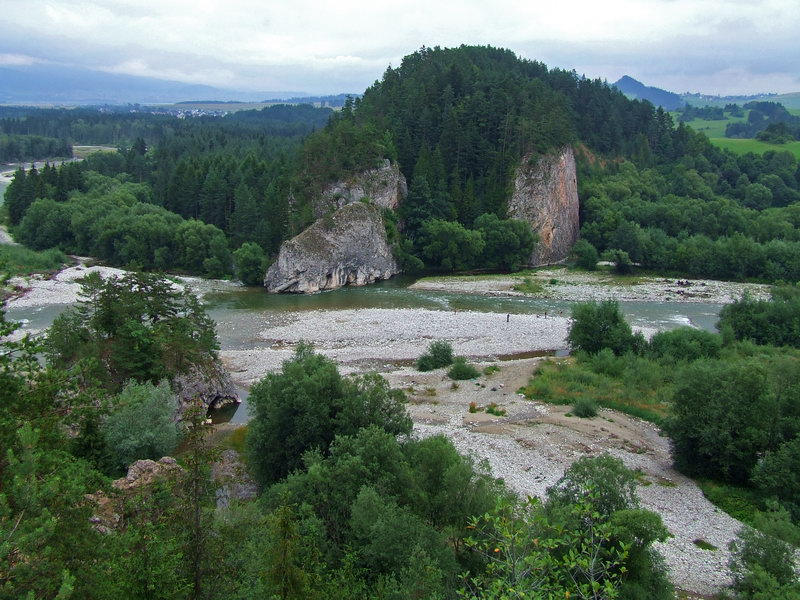
Przełom Białki

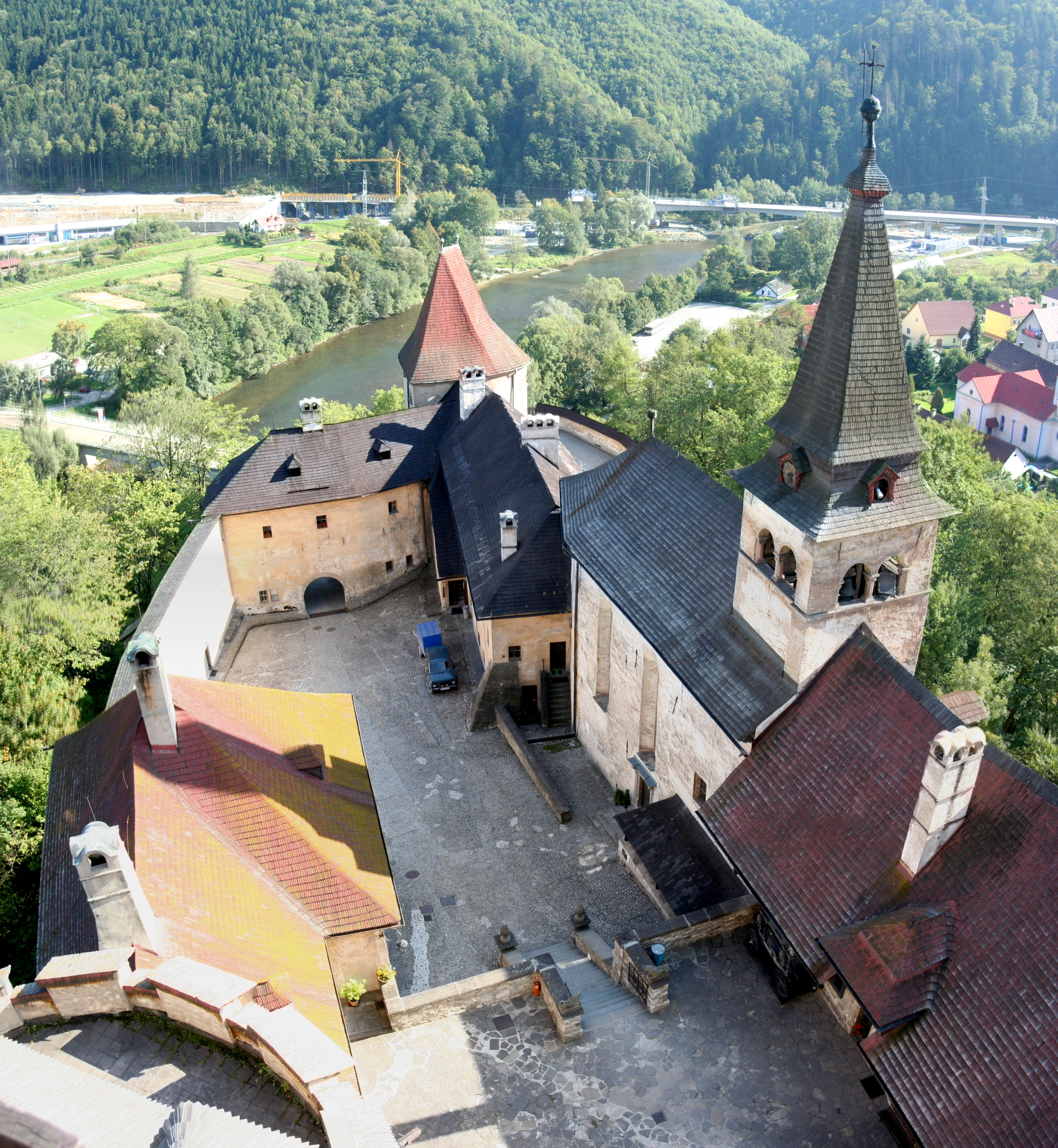
Orawskie Podzamcze

2. „Zbójnickie prawa” (2 sierpnia 1974)
3. „W obcej skórze” (9 sierpnia 1974)
4. „Porwanie” (16 sierpnia 1974)
5. „Tańcowali zbójnicy” (23 sierpnia 1974)
6. „Worek talarów” (30 sierpnia 1974)
7. „Beczka okowity” (6 września 1974)
8. „Dobra cena” (13 września 1974)
9. „Pobór” (20 września 1974)
10. „Wszyscy za jednego” (27 września 1974)
11. „Trudno – miłość” (4 października 1974)
12. „Pobili się dwaj górale” (11 października 1974)
13. „Zdrada” (18 października 1974)

## Produkcja
Serial kręcono od 8 kwietnia 1972 do marca 1973. Zdjęcia realizowano: w rezerwacie przyrody Przełom Białki pod Krempachami koło Nowej Białej, w Dolinie Chochołowskiej, w zamku na Pieskowej Skale, w Zamku Ogrodzieniec, w Zamku „Dunajec” w Niedzicy, w zamku Orawskie Podzamcze (Czechosłowacja), w Dębnie, w okolicach Ojcowa, na Podkarpaciu, a także w atelier w Warszawie i Pradze, gdzie czechosłowaccy dekoratorzy urządzili, często pojawiającą się w serialu, grotę skalną. Sceny ze ślubu Janosika i Maryny w ostatnim odcinku serialu zrealizowano w kościele św. Michała Archanioła w Dębnie Podhalańskim (ujęcia ceremonii wewnątrz). W ostatecznej wersji wykorzystano także ujęcia z innych świątyń: podczas wejścia pary młodych została wykorzystana kaplica na Polanie Chochołowskiej, zaś wyjście pary sfilmowano w trzecim miejscu.
Passendorfer wspominał później, że praca nad Janosikiem była „wielką i męczącą przygodą” dla zespołu, a scenariusz Tadeusza Kwiatkowskiego ostateczny kształt przybierał już podczas zdjęć i z powodów obyczajowych wymagał licznych uzupełnień, min. ceremoniał przyjmowania nowych członków do zbójnickiej bandy był fikcją filmową twórców, co przyznał Passendorfer w rozmowie z „Filmowym Serwisem Prasowym” we wrześniu 1974 roku.
Zaznaczał równocześnie, że nie ma nic wspólnego z postacią historyczną Juraja Jánošíka i żeby nie urażać Słowacji, gdzie Jánošík miał status bohatera narodowego, zdecydowano umieścić w Polsce tuż po rozbiorach, a tytułowy bohater jest z pochodzenia Polakiem:

Akcję osadziliśmy na początku XIX wieku, kiedy tymczasem „historyczny” Janosik działał sto lat wcześniej. Zabieg ten pozwolił nam uniknąć ewentualnych kolizji z ludowym bohaterem Słowaków, a zarazem sprzyjał podjęciu konwencji komediowej. Umieszczenie bohatera w Polsce porozbiorowej pozwoliło na wprowadzenie dodatkowych konfliktów dramatycznych i umożliwiło wykorzystanie elementów ośmieszających austro-węgierskiego zaborcę.

Podkreślił, że podczas wymyślania Janosika poszedł śladem Kazimierza Przerwy-Tetmajera, który zauważył kiedyś, iż „Janosików było tylu, ile legend o nim”.
Passendorfer od razu w roli głównej widział Marka Perepeczkę, ze względu na doskonałe warunki fizyczne, niezbędne do roli, i rozpoznawalność zdobytą po Panu Wołodyjowskim (1969) oraz w serialach Kolumbowie (1970) i Gniewko, syn rybaka (1969). Także Perepeczko ujął reżysera swoim pomysłem na Janosika; bohater nie miał być awanturnikiem, a bardziej myślącym intelektualistą.

## Odbiór
Serial okazał się sukcesem i jest uznawany jest za jedną z najbardziej kultowych produkcji w historii polskiej telewizji, zaś Perepeczko uzyskał status gwiazdy. Sam aktor po latach tak tłumaczył niesłabnącą popularność serialu, na łamach „Trybuny Śląskiej”:

Sądzę, że odpowiedź jest prosta: lubimy bajki i legendy. Ta postać jest symbolem szlachetności, to bohater, który jest uosobieniem walki o sprawiedliwość społeczną. Chcemy po prostu oglądać w kinie, gdy ktoś staje w obronie ludzi, którym dzieje się krzywda. Poza tym góralszczyzna jest tym, co ludziom w tym filmie bardzo się podoba. Kochamy góralski folklor, mamy do niego sentyment, a Tatry to miejsce szczególne. Ten film kręcono w przepięknych plenerach, właśnie górskich. To się po prostu dobrze ogląda

### Emisje za granicą
Serial ten był emitowany również w wschodnioniemieckiej telewizji Deutscher Fernsehfunk w 1976 roku pod tytułem Janosik – Held der Berge (pol. Janosik – bohater gór). Niemiecka telewizja zmieniła w nim m.in. tytuły odcinków.
Emisja w mongolskiej telewizji odbyła się w 1986 roku, w wersji dubbingowanej.

## Inne utwory

### Film
Z kilku odcinków, mianowicie 1-3, 7, 9, 12-13, powstał pełnometrażowy film kinowy o tym samym tytule. Premiera odbyła się w kwietniu 1974 roku.

### Komiks
W 1974 roku wydawnictwo Sport i Turystyka wydało 6-zeszytową adaptację komiksową o tym samym tytule. Autorem scenariusza komiksu, podobnie jak w serialu był Tadeusz Kwiatkowski, a za rysunki odpowiadał malarz i scenograf Jerzy Skarżyński. Komiks w ówczesnych czasach wyróżniał się awangardową, ekspresjonistyczną kreską, jak i większą brutalnością względem telewizyjnego oryginału.
W 2002 roku komiks został wznowiony w dwóch wydaniach zbiorczych przez wydawnictwo komiksowe Post. 
Pierwsze wydanie z 1974 roku było częściowo kolorowe, a częściowo czarno-białe. Dopiero wznowienie z 2002 roku jest w całości w kolorach. 

### Reklama
W 1995 roku Kwiczoł i Pyzdra, ponownie grani przez Bilewskiego i Pyrkosza, pojawili się w reklamie margaryny „Kama”, nawiązującej do Janosika. W niej obaj bohaterowie zachwalali produkt, dzięki którym mają wyostrzoną pamięć i serca w dobrej formie.

### Parodie
Janosik był dwukrotnie sparodiowany. W odcinku sitcomu Świat według Kiepskich (1999-2022) „Ferdosik”, wyemitowanym premierowo 4 listopada 2000 roku, Ferdek będący wielkim fanem Janosika, pod wpływem serialu jak i przeterminowanego oscypka mówi góralską gwarą i doznaje halucynacji, w których bierze siebie i resztę mieszkańców kamienicy za XIX-wiecznych zbójników, a Edzia za murgrabiego. Gościnnie pojawił się Witold Pyrkosz jako anonimowy harnaś.
W odcinku programu rozrywkowego Szymon Majewski Show (2005-2011), wyemitowanym 16 października 2006 roku, w segmencie „Prawi i sprawiedliwi” Janosik, odgrywany przez Szymona Majewskiego, jest zbójnikiem zatrudnionym przez współczesny urząd skarbowy i ma za zadanie ograbić Jana Kulczyka. W rolę Kwiczoła wcielił się Iwo Pawłowski, a w rolę Kulczyka wcielił się Witold Pyrkosz. 